# Rivarolo del Re ed Uniti
Rivarolo del Re ed Uniti – miejscowość i gmina we Włoszech, w regionie Lombardia, w prowincji Cremona.
Według danych z 2004 r. gminę zamieszkuje 1919 osób, 71,1 os./km².